# 鶴一社
鶴一社（つるいちしゃ）は、大分県中津市大字金手（旧金手村）に鎮座する神社。旧村社。

## 祭神
鶴女（つるじょ）と市太郎（いちたろう）母子の神霊を主神に、侍従宮（奥平昌猷公）を配祀する（鶴女と市太郎に就いては「大井手堰」を参照）。

## 由緒
鎮座地である金手村は低湿地で耕作に不便な荒蕪地であった為に江戸時代には過疎の村となっていたところ、天保年間（19世紀前葉）に当時の中津藩藩主奥平昌猷が土質を改良したり家屋や農具、種子を貸し付ける条件で他村からの入植者を募るといった振興策を採った事により復興し、新しく村民となった一同が謀って嘉永年間（19世紀中半）に灌漑水路と農耕守護の神として藍原村（現中津市相原）の八幡鶴市神社に祀られていた鶴女と市太郎の神霊を勧請して村の氏神とし、併せて復興の立役者である昌猷の徳を慕いその神霊を「侍従宮」乃至「奥平昌猷公」と号して併祀した事に創まる。
明治5年（1872年）に村社に列し、昭和20年（1945年）5月に神饌幣帛料供進指定を受けた。

## 社殿
本殿は一間社流造屋根銅板葺。周囲に擬宝珠勾欄付きの縁を廻らすが背面は脇障子を立てて略している。妻飾りは虹梁大瓶束。
幣殿、拝殿とも桁行3間梁間2間の入母屋造平入で屋根は桟瓦葺。

## 境内社
本殿脇に稲荷社の石祠が鎮座する。